# Оутокумпу
О́утокумпу (фін. Outokumpu)  — місто та муніципалітет в Фінляндії, у провінції Північна Карелія.
Населення  — 7202 осіб (2014), площа  — 584,06 км², водяне дзеркало  — 138,22 км², щільність населення  — 16,15 осіб/км².
Муніципалітет був відомий як Куусіярві (фін. Kuusjärvi). У 1968 був перейменований в Оутокумпу. Статус міста отримав у 1977.